# Глогочувка
Глогочувка (пол. Głogoczówka) — річка в Польщі, у Мисленицькому повіті Малопольського воєводства. Права притока Скавинки, (басейн Балтійського моря).

## Опис
Довжина річки приблизно 9,82 км, найкоротша відстань між витоком і гирлом — 5,64  км, коефіцієнт звивистості річки — 1,75 . Формується притоками та безіменними струмками.

## Розташування
Бере початок на південно-східній околиці села Глогочув на висоті 244,2 м (гміна Мислениці). Тече переважно на північний захід і у Кшивачки впадає у річку Скавинку, праву притоку Вісли. Річка утворилася і місці злиття 2 приток: південна Кжишков'янка (ліва) та північна Сеправка (права).

## Цікавий факт
- У селі Глогочув річку перетинає автошлях  7 (Краків — Мислениці).